# Metsaküla (Türi)
Metsaküla est un village de la Commune de Türi du Comté de Järva en Estonie.
Au 31 décembre 2011, il compte 44 habitants.